# Вики Люис Томпсън
Вики Люис Томпсън (на английски: Vicki Lewis Thompson) е плодовита американска писателка на бестселъри в жанра съвременен, исторически и паранормален любовен роман. Писала е и под псевдонима Кори Кениън (на английски: Cory Kenyon) с писателката Мери Тейт Енгелс.

## Биография и творчество
Вики Люис Томпсън е родена на 11 октомври 1944 г. в Кънектикът, САЩ. Завършва с бакалавърска и магистърска степен от Университета на Аризона. Работи като журналист и гимназиален учител. Запалена читателка на любовни романи, тя е подкрепена от съпруга си в желанието си да пише само.
Първият ѝ любовен роман „Mingled Hearts“ е издаден през 1984 г. След него тя напуска работата си и се посвещава на писателската си кариера.
Удостоена е с наградата „Нора Робъртс“ от Асоциацията на писателите на любовни романи на Америка за нейното цялостно творчество. Многократно е номинирана на престижната награда „РИТА“. През 2000 и 2002 г. е удостоена с награда за цялостно творчество за нейните серийни романи от списание „Romantic Times“.
Вики Люис Томпсън живее със семейството си в Аризона.

## Произведения

### Като Вики Люис Томпсън

#### Самостоятелни романи
- Mingled Hearts (1984)
- Promise Me Sunshine (1984)
- When Angels Dance (1985)
- An Impractical Passion (1986)
- Butterflies in the Sun (1986)
- The Fix It Man (1986)
- As Time Goes by (1986)
- Cupid's Caper (1987)
- Golden Girl (1987)
- The Flip Side (1988)
- Sparks (1988)
- Impulse (1988)
Порив, изд.: „Коломбина“, София (2003), прев. Цветана Генчева
- Full Coverage (1989)
- 'Tis the Season (1989)
- Connections (1989)
Романтична развръзка, изд.: „Арлекин България“, София (1995), прев. Илияна Костова
- Critical Moves (1992)
- Anything Goes (1992)
- Ask Dr. Kate (1992)
- Fools Rush in (1993)
- Only in the Moonlight (1993)
- Loverboy (1994)
- The Bounty Hunter (1994)
- Under His Spell (1994)
- Stuck With You (1996)
- Mr. Valentine (1997)
- The Heart Breaker (1997)
- Going Overboard (1997)
- Operation Gigolo (1998)
- Once Upon a Mattress (1999)
- Pure Temptation (1999)
- The Nights Before Christmas (2001)
- After Hours (2003)
- Old Enough to Know Better (2004)
- Killer Cowboy Charm (2004)
- Talking about Sex... (2005)

#### Серия „Чарли Хартман“ (Charlie Hartmann)
1. Be Mine, Valentine (1989)
2. Forever Mine Valentine (1990)

#### Серия „Градски каубои“ (Urban Cowboys)
1. The Trailblazer (1995)
2. The Drifter (1995)
3. The Lawman (1995)

#### Серия „Градски каубои“ (Urban Cowboy)
1. The Trailblazer (1995)
2. The Drifter (1995)
3. The Lawman (1995)

#### Серия „Трима каубои и бебе“ (Three Cowboys And a Baby)
1. The Colorado Kid (2000)
2. Two in the Saddle (2000)
3. Boone's Bounty (2000)
4. That's My Baby! (2000)

#### Серия „Гарфийлд“ (Garfield)
1. Mystery lover (2001)
2. Notorious (2001)

#### Серия „Закарайте ме“ (Drive Me)
1. Drive Me Wild (2003)
2. Drive Me Crazy (2003)

#### Серия „Маниаци“ (Nerds)
1. Nerd in Shining Armor (2003)
2. The Nerd Who Loved Me (2004)
3. Nerd Gone Wild (2005)
4. Gone With the Nerd (2005)
5. Talk Nerdy to Me (2006)
6. Nerds Like It Hot (2006)
7. My Nerdy Valentine (2007)
8. Nerds Are From Mars (2013)

#### Серия „Хекс“ (Hex)
1. Over Hexed (2007)
2. Wild and Hexy (2008)
3. Casual Hex (2009)
4. Blonde with a Wand (2010)
5. Chick with a Charm (2010)

#### Серия „Синове на шанса“ (Sons of Chance)
1. Wanted! (2010)
2. Ambushed! (2010)
3. Claimed! (2010)
4. Should’ve Been a Cowboy (2011)
5. Cowboy Up (2011)
6. Cowboys Like Us (2011)
7. Already Home (2012)
8. Long Road Home (2012)
9. Lead Me Home (2012)
10. Feels Like Home (2012)
11. I Cross My Heart (2013)
12. Wild at Heart (2013)
13. The Heart Won’t Lie (2013)
14. Cowboys and Angels (2013)
15. Riding High (2014)
16. Riding Hard (2014)
17. Riding Home (2014)
18. A Last Chance Christmas (Nov 2014)

#### Серия „Всичко за теб“ (Wild About You)
1. Werewolf in Manhattan (2011)
2. Werewolf in Greenwich Village (2011)
3. Werewolf in the North Woods (2011)
4. Werewolf in Seattle (2012)
5. Werewolf in Denver (2012)
6. Werewolf in Alaska (2013)

#### Серия „Перфектния мъж“ (Perfect Man)
1. One Night with a Billionaire (2013)
2. Tempted By a Cowboy (2013)
3. Safe in His Arms (2013)

#### Участие в общи серии с други писатели

##### Серия „Любовни стаи“ (Lovers Apart)
- Your Place or Mine (1991)

от серията има още 2 романа от различни автори

##### Серия „Бракосъчетания“ ООД“ (Weddings, Inc.)
- Wedding Song (1994)

от серията има още 9 романа от различни автори

##### Серия „Събрани“ (Reunited)
- Adam Then and Now (1995)

от серията има още 8 романа от различни автори

##### Серия „Роден град Реюнион“ (Hometown Reunion)
- Hero in Disguise (1996)

от серията има още 11 романа от различни автори

##### Серия „Списание „Тексаски мъж“ (Texas Men Magazine)
- Holding Out for a Hero (1996)

от серията има още 2 романа от различни автори

##### Серия „Това се случи една нощ“ (It Happened One Night)
- Santa in Stetson (1997)

от серията има още 6 романа от различни автори

##### Серия „Майки сватовници“ (Matchmaking Moms)
- One Mom Too Many (1997)

от серията има още 2 романа от различни автори

##### Серия „Мъж по поръчка“ (Mail Order Men)
7. Single in the Saddle (1998)
12. Every Woman's Fantasy (2001)
от серията има още 13 романа от различни автори

##### Серия „Търси се мъж“ (Manhunting)
3. Manhunting in Montana (1998)
от серията има още 4 романа от различни автори

##### Серия „Ергенски търг“ (Bachelor Auction)
- Single, Sexy... and Sold! (1999)
- Bachelor Father (1999)

от серията има още 26 романа от различни автори

##### Серия „Флирт и целувка“ (Wink & a Kiss)
8. Midnight Fantasies (2000) – сборник със Стефани Бонд и Кимбърли Рей
от серията има още 9 романа от различни автори

##### Серия „Майчинството на Мейтлънд“ (Maitland Maternity)
11. Her Best Friend's Baby (2001)
от серията има още 24 романа от различни автори

##### Серия „Купър“ (Cooper's Corner)
2. Double Exposure (2002)
от серията има още 15 романа от различни автори

##### Серия „Кристъл Крийк“ (Crystal Creek)
- Return to Crystal Creek (2002) – сборник с Бетани Кембъл и Кати Гилън Тъкър

от серията има още 34 романа от различни автори

##### Серия „Чистокръвен тексасец“ (Trueblood Texas)
17. Truly, Madly, Deeply (2002)
от серията има още 25 романа от различни автори

##### Серия „Среднощни фантазии“ (Midnight Fantasies)
- Acting on Impulse (2002)

от серията има още 1 роман от Сюзън Кийни

##### Серия „Топъл“ (Heat)
- Drive Me Wild (2003)

от серията има още 22 романа от различни автори

##### Серия „Наскар“ (Nascar)
- Racing Hearts (2010) – сборник с Дорийн Кели и Нанси Уорън

от серията има още 00 романа от различни автори

#### Новели
- Drive Me Crazy (2007)

### Като Кори Кениън (Кори Кийтън)

#### Самостоятелни романи
- Sheer Delight (1986)
- Fortune Hunter (1986)
- Ruffled Feathers (1986)
- The Nesting Instinct (1988) – като Кери Кийтън

#### Серия „Типичната Фенси“ (Quintessential Fancy)
1. The Quintessential Woman (1987)
2. Fancy Footwork (1987)